# Dezimalwährung
Als Dezimalwährung werden Währungen bezeichnet, deren Währungseinheit sich am Dezimalsystem orientiert und nach Zehnerpotenzen unterteilt ist. Fast alle heutigen Währungen sind Dezimalwährungen.

## Allgemeines
Währungen und Geld sind Recheneinheiten, so dass eine Orientierung der Dezimalwährungen an der Dezimalklassifikation das Rechnen und den Umgang mit Geld erleichtert. Eine klassische Nicht-Dezimalwährung war bis Februar 1971 das auf dem karolingischen Münzsystem aufbauende britische Pfund, bei dem 1 Pfund Sterling aus 20 Shilling oder 240 Pennies bestand (ein Shilling setzte sich entsprechend aus 12 Pence zusammen). Für alle mit dieser Währung nicht Vertrauten fiel es schwer, mit diesen Untereinheiten zu rechnen und zu bezahlen.

## Geschichte
In der Antike gab es einzelne Ansätze zur Dezimalisierung; so war der seit um 211 vor Christus in Umlauf befindliche römische Denar (deutsch „zehn“) in zunächst 10 Asse (später 16) unterteilt. Danach und auch im Mittelalter gab es keine dezimale Unterteilung. Das wichtigste vor-dezimale System war das nach 793 eingeführte Karolingische Münzsystem.  
In Russland wurde schon im 16. Jahrhundert mit einem Rubel zu 100 Kopeken gerechnet, die nach der Münzreform von 1654 geprägten Kurantmünzen wurden unterteilt in 100 „schwere Denga“. Erst 1704 wurden von Peter dem Großen tatsächlich Münzen umfassend nach diesem System geprägt (Petrinische Münzreform). Es waren zwar gleichzeitig noch nicht-dezimale Einteilungen und spezielle Namen für diese Münznominale gebräuchlich, doch wurde in fast allen offiziellen Akten, Gesetzen, Rechnungen, Verträgen usw. Geldbeträge nur noch in Rubeln zu 100 Kopeken gerechnet.
Die ersten reinen Dezimalwährungen wurden in den Vereinigten Staaten durch das Münzgesetz vom Juni 1792 und in Frankreich im August 1795 eingeführt. Die Scheidemünze wurde in den USA seit 1786 „Cent“ genannt (lateinisch centesimum ‚Hundertstel‘) und erschien erstmals 1787 auf einer Münze in Massachusetts, während in Frankreich der Franc zu 10 Décimes und 100 Centimes (aus französisch centième, deutsch „hundertstel“) eingeführt wurde. 
Im September 1816 übernahmen die Niederlande das Wort „Cent“ für die Unterteilung des Gulden. Im Mai 1850 führte die Schweiz den Franken zu 100 Rappen ein. In Österreich gehörten ab 1857 100 Neu-Kreuzer zu 1 Gulden, wobei gleichzeitig auch noch Taler und Goldkronen im Umlauf waren. 1892 wurde mit der Krone zu 100 Heller eine rein dezimale Währung eingeführt. Zuvor folgte im Januar 1872 das Deutsche Reich mit der Einführung der Mark und deren Einteilung in 100 Pfennige.
Südafrika ging 1961 vom südafrikanischen Pfund zum dezimalen Rand über, Australien wechselte im Februar 1966 vom australischen Pfund zum dezimalen  australischen Dollar. Als letzte europäische Länder unterteilten 1971 Großbritannien und Irland ihre Währung dezimal. Das geschah am 15. Februar 1971 (englisch Decimal Day); seitdem bestehen das britische und irische Pfund nunmehr aus 100 Pence (und nicht mehr 240).

## Unterteilungen heute

### Hundertstel
Die meisten Währungen weltweit sind in Hundertstel unterteilt. Hier eine Auswahl: 
| Staat                  | Währung              | Währungs- kennzeichen | Unterteilung |
| ---------------------- | -------------------- | --------------------- | ------------ |
| Europäische Union      | Euro                 | EUR                   | 100 Cent     |
| Schweiz                | Schweizer Franken    | CHF                   | 100 Rappen   |
| Vereinigte Staaten     | US-Dollar            | USD                   | 100 Cent     |
| Vereinigtes Königreich | Britisches Pfund     | GBP                   | 100 Pence    |
| Australien             | Australischer Dollar | AUD                   | 100 Cent     |
| Brasilien              | Real                 | BRL                   | 100 Centavos |
| Volksrepublik China    | Renminbi Yuán        | CNY                   | 100 Fen      |
| Norwegen               | Norwegische Krone    | NOK                   | 100 Øre      |
| Russland               | Rubel                | RUB                   | 100 Kopeken  |
| Südafrika              | Rand                 | ZAR                   | 100 Cent     |

### Andere Unterteilungen
Nur wenige Staaten kennen eine andere Aufteilung als die nach Hundertsteln. Nicht-dezimale Systeme sind überwiegend in arabischen Staaten zu finden. In Tunesien wird der Dinar zu 1000 Millim verwendet. In Ägypten, in Libyen und im Sudan wird das Pfund sowohl in 100 Piaster als auch in 1000 Milliemes unterteilt. Bahrain, Jordanien, Irak und Kuwait rechnen mit dem Dinar zu 1000 Fils. Im Sultanat Oman wird die Landeswährung Rial in 1000 Baisa unterteilt. Nur in Mauretanien (1 Ouguiya = 5 Khoums) und Madagaskar (1 Ariary = 5 Iraimbilanja/Francs) gibt es keine Dezimalwährung, aber der Wert der Untereinheiten ist zu klein, um noch verwendet zu werden.
| Staat         | Währung         | Währungs- kennzeichen | Anmerkung             |
| ------------- | --------------- | --------------------- | --------------------- |
| Libyen        | Libyscher Dinar | LYD                   | 1000 Dirham           |
| Madagaskar    | Ariary          | MGA                   | 5 Iraimbilanja/Francs |
| Mauretanien   | Ouguiya         | MRU                   | 5 Khoums              |
| Oman          | Omanischer Rial | OMR                   | 1000 Baiza            |
| Saudi-Arabien | Saudi-Riyal     | SAR                   | 20 Qurus/100 Halala   |

### Keine Unterteilungen
In Ländern mit ständiger Hyperinflation wie Argentinien oder Brasilien macht eine Dezimalwährung keinen Sinn, weil die Unterteilung in 100 als Stückelung von Münznominalen nicht verwendet werden kann, da mit Münzen im Alltag nicht mehr bezahlt wird.
Auch relativ stabile Währungen kommen ohne Unterteilung aus, wenn der Wert einer Währungseinheit gering ist. Beispielsweise ist der CFP-Franc, die Währung in den französischen Überseegebieten (französisch territoires d'outre-mer) Französisch-Polynesien, Neukaledonien und Wallis und Futuna, offiziell nicht (mehr) unterteilt.